# Márcio Cruz
Márcio "Pé de Pano" Cruz (Rio de Janeiro, 24 de abril de 1978) é um atleta da arte marcial brasileira Brazilian Jiu-Jitsu (BJJ) e praticante de MMA. No Jiu-Jitsu, ele é um faixa preta de quarto grau formado por Carlos Gracie Jr. Seu apelido de "Pé de Pano" foi dado a ele por seus amigos na academia Gracie Barra, no Rio, e é a versão em português do nome do cavalo do Pica-Pau, Sugarfoot. Atualmente mora em Lutz, FL, nos Estados Unidos, onde acaba de inaugurar sua academia. 

## Biografia
Como um lutador de MMA profissional, Pé de Pano lutou no Ultimate Fighting Championship, derrotando o ex-campeão Frank Mir por TKO no UFC 57. Ele também tem uma vitória sobre Keigo Kunihara no UFC 55. Ele perdeu uma decisão rachada a Jeff Monson, a quem ele já havia derrotado duas vezes em torneios de luta, no UFC 59. A segunda perda de Pé de Pano no MMA foi para Andrei Arlovski no UFC 66, em dezembro de 2006, por nocaute primeira rodada. Em junho de 2007, na IFL derrotou Rafael Feijão por desqualificação quando utilizado um chute ilegal 18 segundos antes do final do round 3; muitos espectadores dizem que o Marcio venceria todas as 3 rodadas por decisão unânime.
Em junho de 2008, Pé de Pano derrotou Mu Bae Choi em Sengoku 3 por finalização (armlock triângulo e fez uma homenagem a Ryan Gracie depois da luta. Em abril de 2009 ele derrotou o veterano do UFC Dan Christison por decisão unânime. Cruz diz que sua carreira no MMA acaba de começar, e agora ele está visando ir para a categoria peso pesado.
Pé de Pano têm 6 títulos mundiais, 5 títulos brasileiros e 8 títulos panamericanos de Brazilian Jiu-Jitsu,  além de ser campeão do Abu Dhabi Combat Club ADCC 2003 World Champion. Ele derrotou adversários como Ricco Rodriguez, Mike Van Arsdale, Roger Gracie, Gabriel Gonzaga, Paulo Filho, Fabricio Werdum, Xande Ribeiro, Marcelo Garcia, Saulo Ribeiro, Fernando Augusto "Tererê" e Fernado Pontes "Margarida". Desde que começou sua carreira no MMA, parceiro de Celsinho Venicius, Fábio Leopoldo e Gabriel Vella, ele vem treinando com Roberto "Gordo" Correa e defende a equipe Gracie Fusion. Sua última luta foi em abril de 2010, onde venceu Dave Yost por nocaute no primeiro round. Com esta vitória, ele manteve o cinturão da Organização Mundial do Combate, categoria pesado do Art of Fighting.
Pé de Pano foi considerado o terceiro maior lutador de Jiu-Jitsu de todos os tempos pelo site BJJ Heroes.

## Histórico no MMA
| Resultado | Cartel | Oponente          | Método                         | Evento                        | Data       | Assalto | Tempo | Notas                               |
| Vitória   | 7-2    | Dave Yost         | Finalização (Mata-leão)        | Art of Fighting 7 - Payday    | 4/3/2010   | 1       | 1:22  | Defendeu o Cinturão WFO Peso-Pesado |
| Vitória   | 6-2    | Tom Sauer         | TKO (Golpes)                   | Art of Fighting 4 - Damage    | 8/22/2009  | 2       | 3:43  | Ganhou o Cinturão WFO Peso-Pesado   |
| Vitória   | 5-2    | Dan Christison    | Decisão (Unânime)              | ICF: Breakout                 | 4/11/2009  | 3       | 5:00  |                                     |
| Vitória   | 4-2    | Choi Mu Bae       | Finalização (Triângulo)        | Sengoku 3                     | 6/08/2008  | 1       | 4:37  |                                     |
| Vitória   | 3-2    | Rafael Cavalcante | Desqualificação (Chute ilegal) | IFL: Las Vegas                | 6/16/2007  | 3       | 3:42  |                                     |
| Derrota   | 2-2    | Andrei Arlovski   | KO (Socos)                     | UFC 66: Liddell vs Ortiz      | 12/30/2006 | 1       | 3:15  |                                     |
| Derrota   | 2-1    | Jeff Monson       | Decisão (Dividida)             | UFC 59: Reality Check         | 4/15/2006  | 3       | 5:00  |                                     |
| Vitória   | 2-0    | Frank Mir         | TKO (Golpes)                   | UFC 57: Liddell vs. Couture 3 | 2/4/2006   | 1       | 4:10  |                                     |
| Vitória   | 1-0    | Keigo Kunihara    | Finalização (Mata-leão)        | UFC 55: Fury                  | 10/7/2005  | 2       | 1:02  |                                     |

## Títulos no Jiu-Jitsu
| MUNDIAL                | CAMPEÃO | VICE | TERCEIRO |
| ---------------------- | ------- | ---- | -------- |
| Categoria              | 3       | 0    | 2        |
| Absoluto               | 2       | 0    | 1        |
| PANAMERICANO           | CAMPEÃO | VICE | TERCEIRO |
| Categoria              | 4       | 0    | 1        |
| Absoluto               | 4       | 0    | 1        |
| EUROPEU                | CAMPEÃO | VICE | TERCEIRO |
| Categoria              | 1       | 0    | 0        |
| BRASILEIRO             | CAMPEÃO | VICE | TERCEIRO |
| Categoria              | 3       | 0    | 0        |
| Absoluto               | 2       | 1    | 0        |
| BRASILEIRO DE EQUIPES  | CAMPEÃO | VICE | TERCEIRO |
| Categoria              | 2       | 2    | 0        |
| BR. SELEÇÕES ESTADUAIS | CAMPEÃO | VICE | TERCEIRO |
| Categoria              | 1       | 0    | 0        |
| COPA DO MUNDO - CBJJO  | CAMPEÃO | VICE | TERCEIRO |
| Categoria              | 0       | 1    | 0        |
| Absoluto               | 1       | 0    | 0        |